# Bruno Visintin
Bruno Visintin (La Spezia, 23 de noviembre de 1932-La Spezia, 11 de enero de 2015) fue un boxeador italiano (140 lb/63.5 kg). Fue medallista de bronce en los Juegos Olímpicos de Helsinki de 1952. Murió el 15 de enero de 2015 a la edad de 82 años en un hospital de La Spezia.

## Palmarés internacional
| Juegos Olímpicos                       | Juegos Olímpicos     | Juegos Olímpicos  | Juegos Olímpicos |
| Año                                    | Lugar                | Medalla           | Evento           |
| -------------------------------------- | -------------------- | ----------------- | ---------------- |
| 1952                                   | Helsinki (Finlandia) | Medalla de bronce | 60-63.5 kg       |
| Campeonato Europeo de Boxeo Aficionado |                      |                   |                  |
| Año                                    | Lugar                | Medalla           | Evento           |
| 1951                                   | Milán (Italia)       | Medalla de oro    | Peso superwélter |